# Регида, Иван Фёдорович
Иван Фёдорович Регида — советский хозяйственный, государственный и политический деятель, Герой Социалистического Труда.

## Биография
Родился в 1918 году в деревне Соколовка. Член КПСС.
Участник Великой Отечественной и советско-японской войны. С 1946 года — на хозяйственной, общественной и политической работе. В 1946—1976 гг. — председатель колхоза «Политотдел», председатель колхоза «Труд Сталина», председатель колхоза имени XXII съезда КПСС Называевского района Омской области.
Указом Президиума Верховного Совета СССР от 22 марта 1966 года присвоено звание Героя Социалистического Труда с вручением ордена Ленина и золотой медали «Серп и Молот».
Избирался депутатом Верховного Совета СССР 6-го созыва. Делегат XXII съезда КПСС.
Умер 1987 года.

## Комментарии
1. ↑  Ныне — в Называевском районе, Омская область, Россия.